# Veléte
Veléte (ukránul: Велятин [Veljatin]) falu Ukrajnában, Kárpátalján, a Huszti járásban. A település Visk községhez tartozik.

## Fekvése
Huszttól délre, Visk, Sósfalu és Kistarna közt fekvő település.

## Története
Veléte a középkorban többnyire Ugocsához tartozott.
1910-ben 2562 lakosából 25 magyar, 410 német, 2127 ruszin volt. Ebből 2128 görögkatolikus, 421 izraelita volt.
A trianoni békeszerződés előtt Ugocsa vármegye Tiszántúli járásához tartozott.

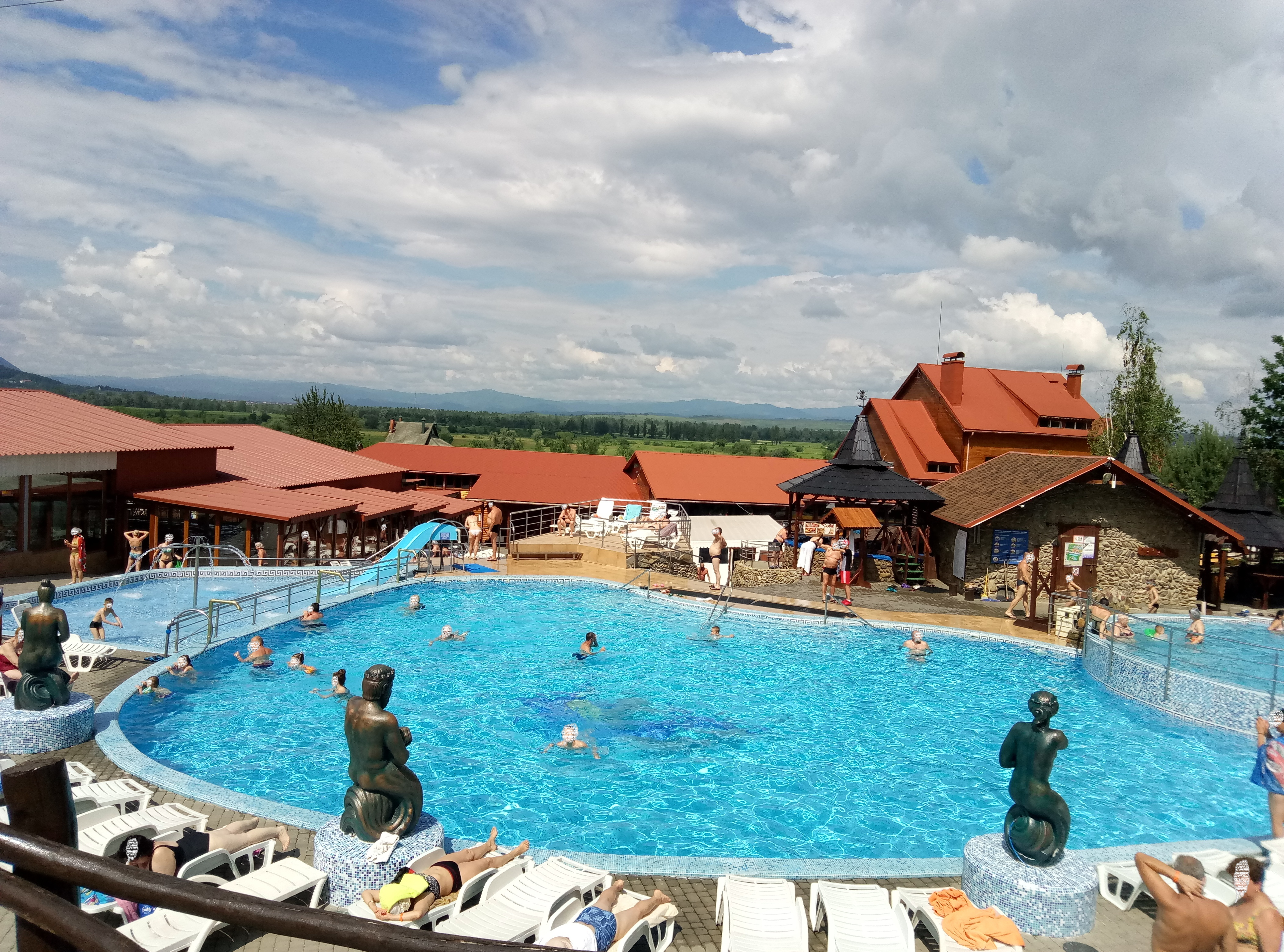
Fürdőhely